# Chrám archandělů Michaela, Gabriela a Rafaela
Pravoslavný chrám archandělů Michaela, Gabriela a Rafaela (fr. Église des Saints-Archanges Michel, Gabriel et Raphaël, rumunsky Biserica Sfintii Arhangheli Mihail, Gavriil si Rafail) je chrám v Paříži, který využívá rumunská pravoslavná církev. Chrám ze 14. století se nachází v 5. obvodu v ulici Rue Jean-de-Beauvais. Je zasvěcen archandělům Michaelovi, Gabrielovi a Rafaelovi.

## Historie
Jeho výstavba začala v roce 1374. Jedná se o pozůstatek univerzitní koleje Dormans-Beauvais založené v roce 1365. Od konce 19. století slouží rumunské pravoslavné církvi.